# 欧州連合の3本柱
欧州連合の3本柱（おうしゅうれんごうのさんぼんばしら）とは、欧州連合の創設を定めたマーストリヒト条約において定義された、主要な政策分野を3つに分類したうえで、それぞれを担う欧州連合の構造を柱に例えた枠組みである。2009年に発効したリスボン条約により廃止された。
1. 第1の柱「欧州共同体」- 経済、社会、環境政策分野
2. 第2の柱「共通外交・安全保障政策」- 外交、軍事分野
3. 第3の柱「警察・刑事司法協力」- 犯罪対策協力。かつては「司法・内務協力」とされていた。

| 欧州連合 | 欧州連合 | 欧州連合                                                                                 | 欧州連合 | 欧州連合 | 欧州連合 | 欧州連合 |
| | 第1の柱 |                                                                                          | 第2の柱  |          | 第3の柱  |          |
| 欧州共同体 | 共通外交・安全保障政策 | 警察・刑事司法協力                                                                       |          |          |          |          |
| --- | --- | ---------------------------------------------------------------------------------------- | -------- | -------- | -------- | -------- |
| - 関税同盟と単一市場 - 共通農業政策 - 共通漁業政策 - 競争法 - 経済通貨統合 - 市民権 - 教育・文化 - トランス・ヨーロピアン・ネットワーク - 消費者保護 - 保健医療 - 研究 （例 - 欧州連合研究・技術開発枠組み計画 (FP6)） - 環境法 - 社会政策 - 難民政策 - シェンゲン協定 - 移民政策 | 外交政策 - 人権 - 民主主義 - 国際支援 安全保障政策 - 欧州安全保障防衛政策 - 欧州連合部隊 - 欧州即応部隊 - ヘルシンキ目標 - 国際連合平和維持活動 | - 麻薬密売・武器密輸対策 - テロリズム対策 - 人身売買対策 - 組織犯罪対策 - 汚職・詐欺対策 |          |          |          |          |
| | |                                                                                          |          |          |          |          |

欧州連合の超国家主義的な特色は、とくに第1の柱に強く表れている。第1の柱に含まれる使命は、3つの欧州の共同体（欧州石炭鉄鋼共同体、欧州経済共同体、欧州原子力共同体。なおこれら3共同体の各機関は1960年代にブリュッセル条約で既に統合されている。また欧州石炭鉄鋼共同体はパリ条約の失効により2002年に消滅した）のそれとほぼ一致している。その後、マーストリヒト条約において欧州経済共同体の名称から「経済」が取り除かれ、単に欧州共同体となった。またアムステルダム条約においては、さらに第3の柱の分野が部分的に第1の柱に移された。
第2、第3の柱の分野については、欧州議会、欧州委員会、欧州司法裁判所に与えられた権限は、欧州連合理事会のそれと比べると、まったくというほどではないが大幅に限定されたものである。第1の柱で図られているバランスは、欧州共同体によってなされていることから、しばしば「共同体の秩序 (community method)」と表現されることがある。

## 由来
欧州連合がこのような柱構造がなされたその経緯は、マーストリヒト条約締結までの事前交渉にある。つまり、共同体に外交、安全保障・防衛、難民・移民、犯罪対策・司法協力といった分野に関与できる権限を付与することが求められていたことにある。
ところが一部の加盟国から、このような権限を共同体に付与することは各国の国家主権にかかわることであり、これらの分野は政府間の協議で扱われるべきで、共同体の秩序の範囲内とするのは国家主権を脅かしかねないとして、反対の声が上がった。当時、これらの分野を共同体で扱う場合には、各国間において、主に欧州政治協力の枠組みにおいて協議されていた。
結果、先に挙げた分野は欧州共同体が担うものとはされなかったが、これらは欧州共同体に2つの「柱」を追加するという形で組み込まれた。新たに加わった柱の1本目（共通外交・安全保障政策）は外交政策、安全保障・防衛問題を担い、他方新しい柱の2本目（司法・内務協力）で残りの分野を扱うこととなった。
アムステルダム条約やニース条約による近年の修正を受けて、新たに加わった2本の柱にも修正が加えられた。とくに重要なものが、アムステルダム条約の結果、難民・移民問題と民事紛争に関する司法協力が第1の柱に移されつつある状況である。このため、3つ目の柱は名称を警察・刑事司法協力と改められた。なお、「司法・内務協力」という用語はのちの第3の柱と、第3の柱から移された分野の両方を示すさいに、その後も使われている。

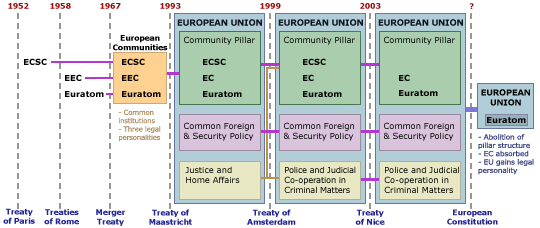
欧州連合の機構の変遷

| 署名 発効 条約    | 1948年 ブリュッセル | 1951年 1952年 パリ        | 1954年 1955年 パリ協定    | 1957年 1958年 ローマ      | 1965年 1967年 統合        | 1986年 1987年 単一議定書   | 1992年 1993年 マーストリヒト | 1992年 1993年 マーストリヒト | 1997年 1999年 アムステルダム | 2001年 2003年 ニース | 2001年 2003年 ニース | 2007年 2009年 リスボン |  |  |  |  |  |  |  |  |
|                   |                     |                           |                           |                           |                           |                            |                              |                              |                              |                      |                      |                        |  |  |  |  |  |  |  |  |
| 欧州諸共同体 (EC) | 欧州諸共同体 (EC)   | 欧州連合 (EU) 3つの柱構造 | 欧州連合 (EU) 3つの柱構造 | 欧州連合 (EU) 3つの柱構造 | 欧州連合 (EU) 3つの柱構造 | 欧州連合 (EU) 3つの柱構造  |                              |                              |                              |                      |                      |                        |  |  |  |  |  |  |  |  |
|                   | 欧州原子力共同体    | 欧州原子力共同体          | → I                       |                           |                           |                            | ← I                          |                              |                              |                      |                      |                        |  |  |  |  |  |  |  |  |
|                   |                     |                           | → I                       | 欧州石炭鉄鋼共同体 (ECSC) | 欧州石炭鉄鋼共同体 (ECSC) | 2002年に失効・共同体消滅   | 2002年に失効・共同体消滅     |                              | 欧州連合 (EU)                |                      |                      |                        |  |  |  |  |  |  |  |  |
|                   |                     |                           | → I                       | 欧州経済共同体 (EEC)      | 欧州経済共同体 (EEC)      |                            | ← I                          | 欧州共同体 (EC)              | 欧州共同体 (EC)              |                      |                      |                        |  |  |  |  |  |  |  |  |
|                   |                     |                           | → III                     | 司法・内務 協力           |                           |                            | ← I                          | 欧州共同体 (EC)              | 欧州共同体 (EC)              |                      |                      |                        |  |  |  |  |  |  |  |  |
|                   | 警察・刑事司法協力  | 警察・刑事司法協力        | → III                     | 司法・内務 協力           | ←                         |                            |                              |                              |                              |                      |                      |                        |  |  |  |  |  |  |  |  |
| 欧州政治協力      | →                   | 共通外交・安全保障政策    | 共通外交・安全保障政策    | 共通外交・安全保障政策    | ← II                      |                            |                              |                              |                              |                      |                      |                        |  |  |  |  |  |  |  |  |
| （組織未設立）    | （組織未設立）      | 西欧同盟                  | 西欧同盟                  | 西欧同盟                  | 西欧同盟                  |                            |                              |                              |                              |                      |                      |                        |  |  |  |  |  |  |  |  |
| （組織未設立）    | （組織未設立）      | 西欧同盟                  | 西欧同盟                  | 西欧同盟                  | 西欧同盟                  | （2010年に条約の効力停止） |                              |                              |                              |                      |                      |                        |  |  |  |  |  |  |  |  |
|                   |                     |                           |                           |                           |                           |                            |                              |                              |                              |                      |                      |                        |  |  |  |  |  |  |  |  |

## 廃止
欧州憲法条約では3つの柱の統合が企図されていたが、フランスとオランダでの同条約の批准が国民投票により拒否された。しかし欧州連合の機構改革が求められる中で3つの柱構造の一本化は欠かせないものであり、2009年12月に発効したリスボン条約では3本柱構造を廃止した。